# Agarakavan
Agarakavan (in armeno Ագարակավան; precedentemente Talishi Agarak) è un comune dell'Armenia di 1 722 abitanti (2010) della provincia di Aragatsotn. Il paese fu fondato da emigranti di Van nel 1920.